# Wood Lane (metropolitana di Londra, linea Central)
Wood Lane è stata una stazione fantasma della Linea Central della metropolitana di Londra, situata nella zona di Shepherd's Bush fra le odierne stazioni di Shepherd's Bush e White City. Fu aperta nel 1908 dalla Central London Railway (CLR), oggi la Central Line, della quale costituì fino al 1920 il terminal occidentale.

## Storia

### Il deposito di Wood Lane
Prima della Franco-British Exhibition, un'Esposizione Franco-Britannica tenutasi nel 1908, il terminale ovest della CLR era la stazione di Shepherd's Bush. A nord di quest'ultima si trovavano la centrale elettrica della CLR e il deposito treni di Wood Lane. I treni accedevano al deposito per mezzo di un tunnel a binario singolo che si estendeva dalla piattaforma in direzione ovest con una curva molto stretta verso nord che passava sotto Caxton Street, nota come la Caxton Curve. I convogli uscivano dal tunnel poco a nord del deposito e usavano un binario di scambio per invertire la marcia e accedervi in direzione sud. In uscita dal deposito il processo veniva invertito e i treni rientravano nella stazione di Shepherd's Bush attraverso uno scambio posto a ovest della stazione.

### La stazione temporanea per l'Esposizione Franco-Britannica

Diagramma delle stazioni nell'area di Shepherd's Bush, con l'ubicazione della stazione di Wood Lane.

Quando l'Esposizione aprì nel 1908, in concomitanza con i giochi dell'Olimpiade di Londra 1908, una stazione temporanea venne costruita all'interno del perimetro del deposito, sul sito del binario di scambio. Fu scavato un nuovo tunnel per collegarsi direttamente all'estremità del tunnel in direzione est della stazione di Shepherd's Bush, formando in tal modo un raccordo circolare chiuso. La stazione aprì il 14 maggio 1908.
Un'altra stazione chiamata Wood Lane (Exhibition) fu aperta il 1º maggio 1908 sul ramo di Hammersmith della Metropolitan Railway (oggi servito dalla Hammersmith & City line) a breve distanza dalla stazione di Wood Lane della CLR. Entrambe le stazioni dovevano essere temporanee e nei progetti avrebbero dovuto chiudere al termine dei giochi olimpici e dell'esposizione.
Così com'era configurata per l'Esposizione, Wood Lane aveva un binario singolo con piattaforme su entrambi i lati: una per la salita dei passeggeri e l'altra per la discesa. I treni entravano nella stazione in senso antiorario in direzione ovest, provenendo dal tunnel sotto il deposito, e ne uscivano diretti verso sud rientrando nel tunnel in direzione della stazione di Shepherd's Bush.
In seguito al successo dell'Esposizione, un certo numero di altre strutture venne costruito nella zona, tra i quali il più importante era il White City Stadium, sede dei giochi olimpici; la stazione di Wood Lane divenne quindi permanente.

### La stazione permanente e l'espansione
Intorno al 1915, la facciata originale della stazione (progettata da Harry Measure) fu rimossa e sostituita con una nuova, rivestita in piastrelle marroni, su disegno di Stanley Heaps. L'ingresso e l'uscita originari furono mantenuti.
Fino ai tardi anni venti, la CLR usava carrozze alle quali si accedeva con porte chiuse da grate poste alle estremità delle carrozze stesse. Quando furono introdotti nuovi treni dotati di porte scorrevoli pneumatiche, le piattaforme di Wood Lane dovettero essere estese per consentire l'accesso a tutte le porte, ma tale estensione non era possibile sul lato interno del raccordo circolare (il lato sud) dato che interferiva con il binario di accesso al deposito. Fu quindi costruita nel 1927 una sezione di piattaforma mobile, in legno, lunga circa 10 metri, che poteva essere spostata per consentire l'accesso al deposito quando necessario.
La CLR costruì nel 1920 un'estensione della linea verso ovest fino a Ealing Broadway. Alla stazione di Wood Lane fu quindi costruito un nuovo tunnel, posto a nord del raccordo circolare, che ospitava una nuova piattaforma per i treni che proseguivano in direzione ovest verso Ealing Broadway. Un altro tunnel fu costruito a ovest e al di sotto delle piattaforme poste sul raccordo circolare e in questo venne collocata la nuova piattaforma per i treni di ritorno da Ealing Broadway. I treni che terminavano la corsa a Wood Lane e ritornavano verso il centro di Londra continuarono a usare le vecchie piattaforme. I binari della nuova estensione si univano al raccordo circolare sui lati est e ovest, con le vecchie piattaforme nel mezzo, dando al complesso dei binari una forma approssimativamente triangolare. Poiché il senso di circolazione sul raccordo era antiorario, i treni su questo tratto di linea tenevano la mano destra anziché la normale mano sinistra, fino a un sovrappassaggio posto più avanti sulla linea. Questa sistemazione dei binari è tuttora in uso e può essere osservata alla stazione di White City. L'estensione per Ealing Broadway aprì il 3 agosto 1920.

### Chiusura
La configurazione scomoda, la mancanza di spazio per l'espansione e la modalità operativa limitata ponevano seri problemi e già nel 1938 venne presa in considerazione la chiusura di Wood Lane e la sua sostituzione con una nuova stazione da costruirsi più a nord. La stazione chiuse infine il 23 novembre 1947 e fu rimpiazzata da una nuova stazione denominata White City. Le piattaforme della stazione vennero abbandonate e il deposito di Wood Lane cambiò nome e divenne noto come il deposito di White City.

### Demolizione

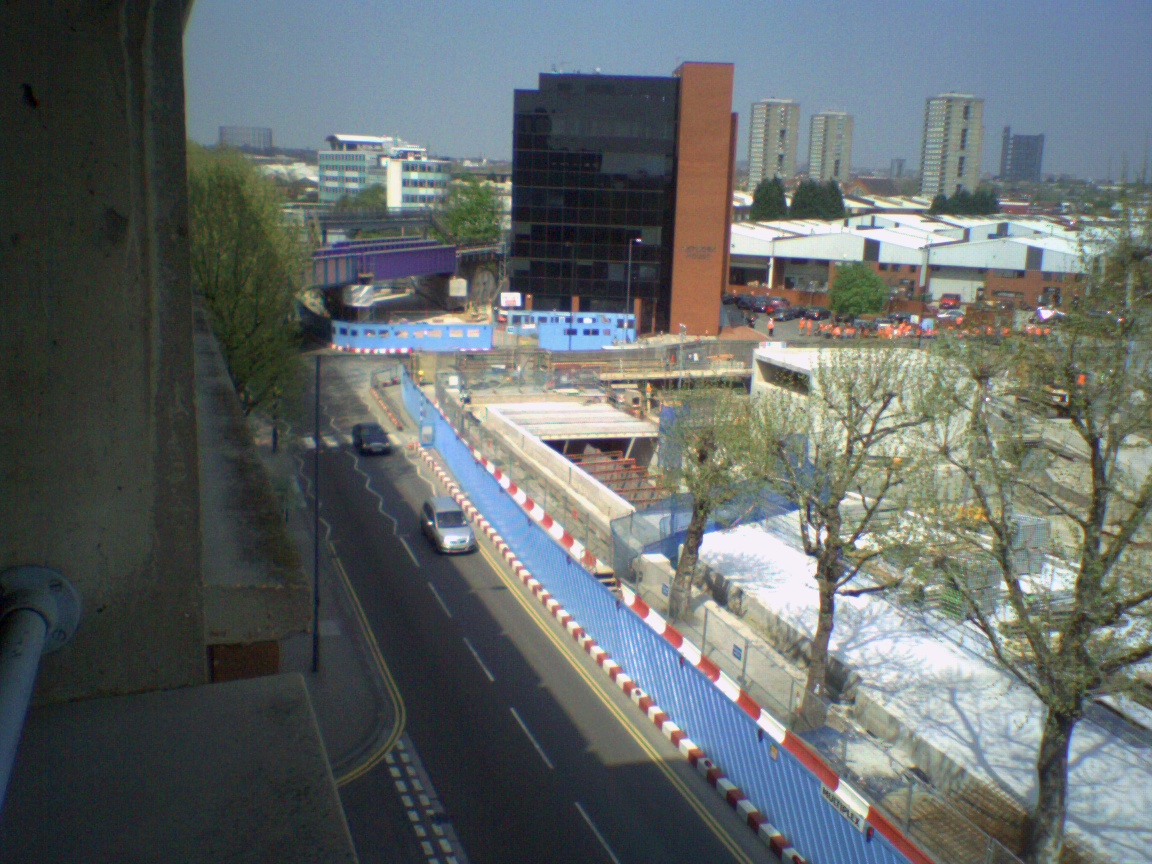
Lavori sul sito della vecchia stazione di Wood Lane nel 2006.

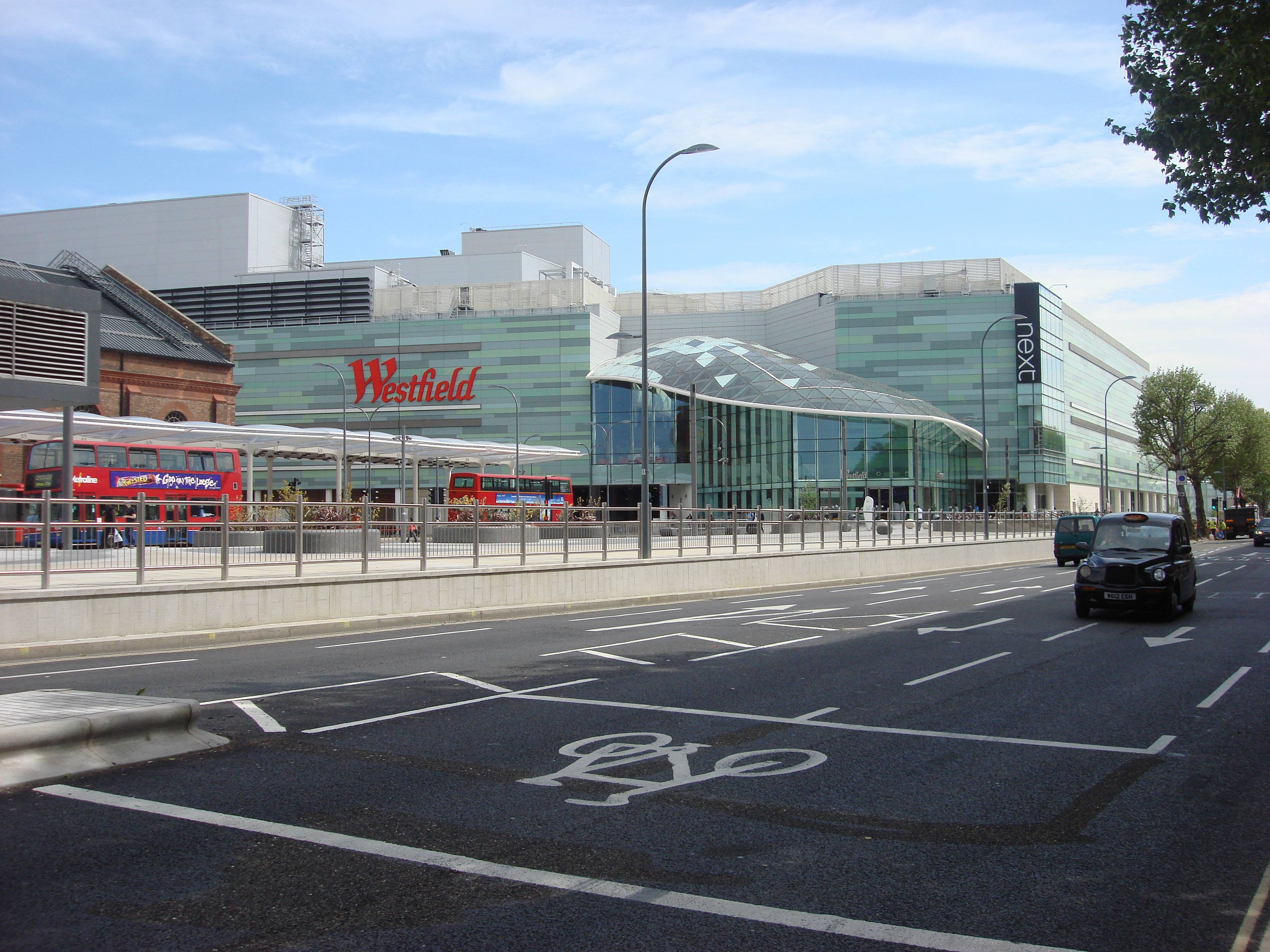
Il sito della stazione di Wood Lane è ora occupato dalla stazione degli autobus di Westfield.

Fino alla demolizione della stazione, avvenuta fra il 2003 e il 2005, la vecchia piattaforma in direzione est era visibile dai treni di passaggio diretti da White City a Shepherd's Bush. Questa piattaforma è stata rimossa nel 2006 per fare posto al nuovo binario di collegamento con il nuovo deposito sotterraneo di White City che ha preso il posto del vecchio deposito di superficie, demolito per fare posto al nuovo centro commerciale Westfield. Due edifici (parte del vecchio deposito) che ospitavano la centrale elettrica e le caldaie, essendo costruzioni tutelate di interesse storico (monumenti classificati di Grade II), sono stati preservati e inseriti nel nuovo complesso edilizio.
Nel corso della costruzione del centro commerciale, i binari del raccordo circolare e le piattaforme originali del 1908 sono state completamente smantellate. Il nuovo deposito treni è stato costruito al di sotto del centro commerciale stesso. Tutta l'area immediatamente a nord della stazione dove precedentemente i binari correvano all'aperto è ora coperta dalla piazza della nuova stazione degli autobus e dalle relative strade di accesso.
L'edificio della stazione, situato nell'angolo nord-ovest dell'area, è stato completamente demolito. Parte della facciata è stata smantellata e trasferita al deposito di Acton del London Transport Museum per essere restaurata e ricostruita. I lavori sono stati completati nel 2009. Un roundel della stazione, recuperato, è ora visibile alla nuova stazione di Wood Lane costruita sulla Hammersmith & City Line e Circle Line. Aperta il 12 ottobre 2008, si trova poco più di 100 metri a nord rispetto alla vecchia stazione di Wood Lane della Central Line.

## Nella cultura di massa
Nella popolare serie televisiva inglese The Tomorrow People del 1973, alcune scene del laboratorio situato in una stazione abbandonata sono state girate a Wood Lane.
Anche alcune scene dell'episodio The Dalek Invasion of Earth della serie Doctor Who, andato in onda in Inghilterra nel 1964, furono girate nella stazione di Wood Lane.
Per le sequenze della fabbrica della Acme nel film di animazione del 1988 Chi ha incastrato Roger Rabbit, di Robert Zemeckis, vennero utilizzati i due edifici storici del locale caldaie e della centrale elettrica della stazione, che oggi fanno parte della stazione degli autobus e del centro commerciale Westfield.